# Kobieta roku
Kobieta roku (ang. Woman of The Year) – amerykańska komedia romantyczna z 1942 roku.
Film był pierwszym z dziewięciu, w których wspólnie wystąpili Katharine Hepburn i Spencer Tracy. W filmie dokumentalnym All About Me z 1993 Hepburn wspomina, że podczas pierwszego spotkania ze Spencerem Tracy i producentem Josephem L. Mankiewiczem nosiła wysokie obcasy, w związku z czym powiedziała: „Obawiam się, że jestem trochę za wysoka dla Pana, Panie Tracy”. Mankiewicz miał wówczas odpowiedzieć: „Nie martw się Kate, on skróci cię odpowiednio.”
Rola Tess Harding, którą zagrała Katharine Hepburn, ma ścisły związek z wpływową amerykańską dziennikarką epoki Dorothy Thompson.

## Obsada
Spencerowi Tracy i Katharine Hepburn na planie towarzyszyli: Fay Bainter, Reginald Owen, Minor Watson i William Bendix. Reżyserem filmu był George Stevens, producentem – Joseph L. Mankiewicz. Nad scenariuszem pracowało kilka osób: Ring Lardner Jr., Michael Kanin (jego brat – Garson Kanin – zrealizował własny pomysł, nad którym pracował z Katharine Hepburn, bratem Michaelem oraz Lardnerem). Muzykę do filmu stworzył Franz Waxman, autorem zdjęć był Joseph Ruttenberg; dyrektorami artystycznymi (scenografia) – Cedric Gibbons i Randall Duell oraz Edwin B. Willis. Projektowaniem kostiumów do filmu zajął się Adrian.

## Fabuła
Sam Craig i Tess Harding (Tracy i Hepburn) są dziennikarzami pracującymi dla tej samej gazety w Nowym Jorku na początku lat 40. XX wieku. Tess – córka dyplomaty, jest publicystką komentującą bieżące wydarzenia polityczne oraz doskonale wykształconą na prestiżowych europejskich uniwersytetach językoznawczynią. Sam Craig jest zwykłym obywatelem próbującym zaistnieć w branży jako dziennikarz sportowy. Wojna jaką toczą między sobą na polu dziennikarskim, szczególnie w zakresie baseballa, powoli przeradza się w romans, następnie w miłość, aby ostatecznie – pomimo tego, że pochodzą z różnych światów – zakończyć się małżeństwem.

## Nagrody i wyróżnienia
Film zdobył główną Nagrodę Akademii Filmowej w kategorii najlepszy scenariusz oryginalny oraz był nominowany w kategorii najlepsza aktorka pierwszoplanowa. W 1999 znalazł się w National Film Registry – na liście filmów budujących dziedzictwo kulturalne Stanów Zjednoczonych, wybranych przez National Film Preservation Board celem otoczenia szczególną ochroną.